# Розензон, Меер Давидович
Ме́ер Дави́дович Розензо́н — русский архитектор.
Окончил Дрезденский политехникум.

## Проекты
- Большой проспект Петроградской стороны, д.№ 4 — доходный дом. 1898—1899.
- Лодейнопольская улица, д.№ 9 / Пудожская улица, д.№ 8 — доходный дом. 1899—1900. Расширен.
- Большой проспект Петроградской стороны, д.№ 61 / Бармалеева улица, д.№ 3 — доходный дом. 1899—1901.
- Большая Пушкарская улица, д.№ 21 — доходный дом. 1901.
- Набережная Чёрной речки, д.№ 51 — доходный дом Д. И. Поршнева. 1902.  памятник архитектуры (вновь выявленный объект)[1]

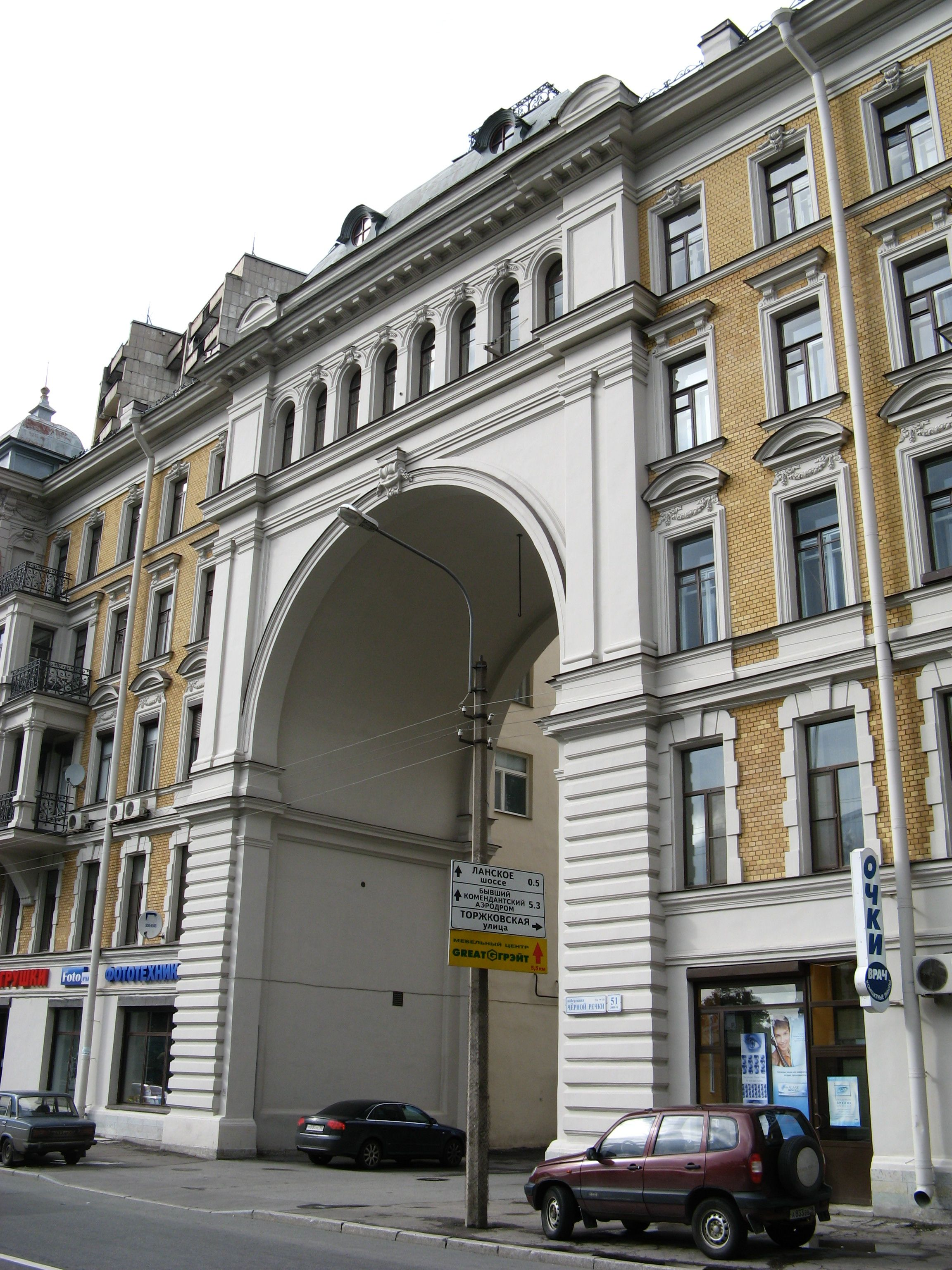
Доходный дом Д. И. Поршнева

- Улица Маркина, д.№ 10 — доходный дом. 1903.
- Чкаловский проспект, д.№ 52 / улица Всеволода Вишневского, д.№ 9 — доходный дом. 1911—1913. Совместно с С. М. Беляковым и Ф. Д. Павловым.
- Полозова улица, д.№ 7 — доходный дом. 1913.